# Domenico Valentino
Domenico Valentino (* 17. Mai 1984 in Marcianise bei Caserta) ist ein ehemaliger italienischer Profiboxer im Leichtgewicht. Bei den Amateuren war er unter anderem dreifacher Gewinner von EU-Meisterschaften, zweimaliger Gewinner der Mittelmeerspiele, sowie Weltmeister und Weltboxer des Jahres (AIBA). Darüber hinaus war er Teilnehmer der Olympischen Spiele 2004 in Athen (5. Platz), 2008 in Peking (9. Platz) und 2012 in London (5. Platz).

## Amateurkarriere
Valentino begann mit dem Boxsport im Club Medaglia d'oro in Marcianise, wo er von Raffaele Munno trainiert wurde. 2005 trat er der Polizeisportgruppe Fiamme Oro unter der Leitung von Giulio Coletta und Michele Caldarella bei. Er war Teilnehmer der Junioren-Weltmeisterschaft 2002 in Santiago de Cuba und wurde bei den Erwachsenen in den Jahren von 2003 bis 2007 fünfmal in Folge Italienischer Meister im Leichtgewicht, wobei er im Anschluss an keinen nationalen Meisterschaften mehr teilnahm, um sich auf internationale Wettkämpfe vorzubereiten. Er gewann jeweils Gold bei den EU-Meisterschaften 2004 in Madrid, 2005 in Cagliari und 2006 in Pécs, sowie Bronze 2007 in Dublin, wobei ihm unter anderem Siege gegen Selçuk Aydın (2×), Frankie Gavin, Miklós Varga und Eric Donovan gelangen. Weiters gewann er jeweils die Mittelmeerspiele 2005 in Almería und 2009 in Pescara, wobei er unter anderem Selçuk Aydın, Yakup Kılıç und Filip Palić besiegte.
Bis zu seinem Wechsel in den Polizeisportverein war er als Sportsoldat auch Teilnehmer bei Militärwettkämpfen, wobei er 2003 mit einem Finalsieg gegen Alexei Tischtschenko die Militärweltspiele in Catania gewinnen konnte. Bei der Militärweltmeisterschaft 2004 in Fort Huachuca verlor er im Viertelfinale gegen Serik Säpijew.
Bei der Europameisterschaft (EM) 2004 in Pula gewann er nach einer Niederlage im Halbfinale gegen Selçuk Aydın eine Bronzemedaille und startete bei den Olympischen Spielen 2004 in Athen; nach einem Freilos und einem Sieg gegen Mohammad Asheri, verlor er im Viertelfinale gegen Serik Jeleuow. Bei der Weltmeisterschaft (WM) 2005 in Mianyang gewann er eine Bronzemedaille nach einer Halbfinalniederlage gegen Ramal Amanov. Bei der EM 2006 in Plowdiw schied er in der Vorrunde gegen Oleksandr Kljutschko aus, den er bei der WM noch besiegt hatte.
2007 drang er bei der WM in Chicago unter anderem mit Siegen gegen Eric Donovan, Hratschik Jawachjan und Kim Song-guk bis in das Finale vor, wo er gegen Frankie Gavin unterlag. Als Vize-Weltmeister startete er dann bei den Olympischen Spielen 2008 in Peking und besiegte Tahar Tamsamani, ehe er im Achtelfinale gegen Yordenis Ugás ausschied.
Seinen größten Erfolg erzielte er dann bei der WM 2009 in Mailand, als er mit Siegen gegen Suraka al-Waaily, Han Soon-chul, Idel Torriente, Koba Pchakadse und José Pedraza die Goldmedaille gewinnen konnte. Für diesen Erfolg wurde er vom Amateurweltverband AIBA im Dezember 2009 bei den „Best of the Year Awards“ in Baku zum Boxer des Jahres gewählt.
Nachdem er bei der EM 2010 in Moskau noch im Achtelfinale gegen Thomas Stalker ausgeschieden war, erreichte er bei der EM 2011 in Ankara unter anderem mit Siegen gegen Josh Taylor und Wolodymyr Matwijtschuk das Finale, wo er knapp mit 17:17+ gegen Fatih Keleş unterlag. Bei der WM 2011 in Baku gewann er nach einer Halbfinalniederlage gegen Wassyl Lomatschenko erneut eine Bronzemedaille und konnte daraufhin an den Olympischen Spielen 2012 in London teilnehmen, wo er nach einem Freilos und einem Sieg gegen Josh Taylor, im Viertelfinale gegen Evaldas Petrauskas ausschied.
Bei der WM 2013 in Almaty gewann er nach einer Niederlage im Halbfinale gegen Robson Conceição wieder Bronze und reihte sich mit dem Gewinn dieser inzwischen fünften Medaille in die Liste der erfolgreichsten Teilnehmer bei Boxweltmeisterschaften ein. Bei der EM 2015 in Samokow siegte er gegen Wasgen Safarjanz, verlor dann jedoch durch verletzungsbedingten Kampfabbruch gegen Joseph Cordina. Bei der WM 2015 in Doha unterlag er im Achtelfinale gegen Dordschnjambuugiin Otgondalai.
Im April 2016 startete er beim europäischen Olympia-Qualifikationsturnier in Samsun, wo er Enrico Lacruz und Dorin Bucşă besiegte, aufgrund einer Augenbrauenverletzung jedoch keine medizinische Freigabe für den entscheidenden Viertelfinalkampf gegen Joseph Cordina erhielt. Er nahm daraufhin noch im Juni 2016 am Olympia-Qualifikationsturnier in Baku teil; nach einem Sieg gegen Miklós Varga, verlor er anschließend gegen Anwar Junussow.

### WSB und APB
Ab November 2010 boxte er in der neu eingeführten und als Mannschafts-Weltmeisterschaft ausgetragenen World Series of Boxing (WSB), wobei er in der Saison 2011/12 mit seinem Team Italia Thunder den WSB-Titel gewinnen konnte. Insgesamt gewann er in der WSB 12 von 16 Kämpfen, darunter gegen Josh Taylor, David Joyce, Reda Benbaziz und Albert Selimow. Eine seiner Niederlagen erlitt er gegen Wassyl Lomatschenko.
Im Juli 2012 trat er der neu etablierten AIBA-Profiliga „APB“ bei und gewann zweimal gegen Artur Bril, verlor jedoch gegen David Joyce, Dmitri Poljanski und zweimal gegen Charly Suarez.

## Profikarriere
Domenico Valentino bestritt sein Profidebüt im Mai 2017 und gewann fünf Kämpfe in Folge, ehe er am 14. September 2018 den Italienischen Meistertitel im Leichtgewicht gegen Benoit Manno gewann. Nach zwei weiteren Siegen, darunter einer Titelverteidigung gegen Ciprian Albert, boxte er am 25. Oktober 2019 um den EBU-Europameistertitel im Leichtgewicht, wobei er nach Punkten gegen Francesco Patera unterlag.
In seinen folgenden vier Kämpfen ging er dreimal als Sieger hervor; beim Kampf um die IBF-Intercontinental Championship im Leichtgewicht verlor er im September 2020 durch K. o. gegen Mohamed Khalladi.
Seinen letzten Kampf bestritt er am 13. Mai 2022 im Alter von 37 Jahren und verlor dabei nach Punkten gegen den elf Jahre jüngeren Polen Jan Lodzik.